# トーマス・スプレイグ
トーマス・ラミソン・スプレイグ (Thomas Lamison Sprague, 1894年10月2日 - 1972年9月17日) は、アメリカ合衆国の海軍軍人。最終階級は海軍中将。

## 生い立ちと初期の経歴
スプレイグはオハイオ州ライマに生まれ、1917年に海軍士官学校を卒業した。クリフトン「ジギー」スプレイグ中将との血縁関係はないが、両名共に海軍士官学校で学び、後に同じクラスを卒業した。
任官後はクリーブランド (USS Cleveland, C-19) に乗艦、1917年6月から1918年4月まで大西洋横断の輸送船団護衛任務に就く。その後短期間、沿岸での任務に従事し、7月にモントゴメリー (USS Montgomery, DD-121) の就役支援に従事した。その後スプレイグは1920年1月から11月までモントゴメリー艦長として艦を指揮した。

## 戦間期
ペンサコーラ海軍航空基地で飛行訓練を受けた後、スプレイグは1921年から23年までヘンリー・V・バトラー提督の下で勤務する。1926年に戦艦メリーランド (USS Maryland, BB-46) に第1偵察戦隊と共に勤務となり、1928年にサンディエゴ海軍航空基地勤務となる。
1931年から36年の間にスプレイグは第6偵察戦隊指揮官、航空エンジン研究所所長としてフィラデルフィアの海軍航空工廠に勤務し、続いて空母サラトガ (USS Saratoga, CV-3) の航空士官として勤務した後、1937年から40年までペンサコーラの海軍航空訓練施設の司令官を務めた。

## 第二次世界大戦
空母レンジャー (USS Ranger, CV-4) の副長として大西洋での中立パトロールに1年間従事した後、スプレイグは護衛空母チャージャー (USS Charger, CVE-30) の就役準備に従事し、就役後は艦長として1942年2月から12月までチェサピーク湾で飛行士の訓練を行った。
1943年1月から6月までの陸上勤務の後、8月にイントレピッド (USS Intrepid, CV-11) 艦長に着任し、1944年初頭にはトラック諸島およびマーシャル諸島の攻撃に参加した。
スプレイグは6月に海軍少将に昇進し、第22空母部隊を指揮し7月から8月にかけてグアムを、9月にはモロタイ島を攻撃した。レイテ沖海戦では第77.4任務群および第77.4.1任務集団（通称「タフィ1」）を指揮し、1945年4月から6月の沖縄戦では第3空母部隊を指揮した。その後は第38.1任務群を終戦まで指揮する。

## 戦後
戦後の1946年、スプレイグは海軍人事局副局長を命じられ、その後局長となる。1949年8月には中将に昇進した。10月に太平洋艦隊航空軍の指揮官を命じられ、1952年4月に退役するまで同職を務めた。退役後の1956年、フィリピン政府と駐比アメリカ空軍基地の交渉を行うため短期間現役復帰した。
スプレイグは1972年9月17日にカリフォルニア州チュラビスタで死去した。

## 参照
1. 1 2 3 4  “Biography of ADM Thomas Sprague, USN”. bosamar.com. 2010年11月9日閲覧。
2. ↑  “The Pacific War Online Encyclopedia: Sprague, Thomas L.”. pwencycl.kgbudge.com. 2010年11月9日閲覧。

参考文献
- Reynolds, Clark G. Famous American Admirals. New York, 1978.